# Bulletin Scientifique Publie par l'Académie Imperiale des Sciences de Saint-Pétersbourg
Bulletin Scientifique Publie par l'Académie Imperiale des Sciences de Saint-Pétersbourg (abreviado Bull. Sci. Acad. Imp. Sci. Saint-Pétersbourg) fue una revista científica con ilustraciones y descripciones botánicas que publicada en St. Petersburg & Leipzig desde 1836 hasta 1842. Fue reemplazado por Bull. Cl. Phys.-Math. Acad. Imp. Sci. Saint-Pétersbourg.